# Dorothy Shirley
Dorothy Ada Shirley, född 15 maj 1939 i Manchester, är en före detta brittisk friidrottare.
Shirley blev olympisk silvermedaljör i höjdhopp vid sommarspelen 1960 i Rom.